# Thomas Aird
Thomas Aird (Bowden, 28 agosto 1802 – Dumfries, 28 aprile 1876) è stato un poeta e giornalista scozzese.
Fu dal 1835 al 1863 direttore del Dumfriesshire and Galloway Herald. Nel 1848 pubblicò una raccolta delle sue poesie e in prosa scrisse numerosi saggi.
Le poesie rivelano una freschezza d'immaginazione che fu lodata da Thomas Carlyle.

### Opere
- 1826 – Martzoufle, a tragedy, with other poems
- 1839 – The captive of Fez
- 1845 – Old bachelor in the Scottish village